# Tijdsevenredig
Tijdsevenredig is een begrip uit de Nederlandse belastingwetgeving. Het betekent dat iets niet over de gehele periode in rekening gebracht mag worden, maar alleen voor de tijd dat het van toepassing is.
Voorbeeld: De Wet inkomstenbelasting 2001:
- Artikel 2.7. tweede lid: Verschuldigde inkomstenbelasting; hoofdregel
Het bedrag van de heffingskorting voor de inkomstenbelasting wordt voor belastingplichtigen die, anders dan door overlijden, niet gedurende het gehele kalenderjaar binnenlandse belastingplichtige of kwalificerende buitenlandse belastingplichtige als bedoeld in artikel 7.8 zijn, tijdsevenredig verminderd volgens bij ministeriële regeling te stellen regels.[1]

Hoe dat tijdsevenredig dan in de praktijk uitwerkt is bijvoorbeeld te zien bij:
- Artikel 6.17. eerste lid, onderdeel g.:
Uitgaven voor specifieke zorgkosten zijn de uitgaven die wegens ziekte of invaliditeit zijn gedaan voor extra kleding en beddengoed alsmede daarmee samenhangende extra uitgaven, volgens bij ministeriële regeling te stellen regels;

Het betekent dat een belastingplichtige recht heeft op een forfaitair bedrag aan aftrek, als hij in verband met ziekte of invaliditeit voor ten minste een kalenderjaar méér geld uitgeeft aan kleding en beddengoed, dan een andere belastingplichtige zonder deze ziekte of invaliditeit. Dat kan voorkomen bij iemand die incontinent is en dan noodgedwongen meer kosten maakt voor het wassen van zijn kleding. Of bij extra lange of korte mensen, die op maat gemaakte kleding moeten dragen.
Het in aftrek te brengen vaste bedrag geldt voor iedere persoon binnen het huishouden die aan de voorwaarden voldoet, zoals het feit dat de ziekte of invaliditeit minstens een jaar heeft geduurd of vermoedelijk zal duren. Zo nodig wordt het vaste bedrag tijdsevenredig vastgesteld. In het geval dat de betreffende persoon bijvoorbeeld een half jaar speciale kleding nodig heeft na een revalidatie, dan is de aftrek maar de helft van de aftrek voor dat hele jaar.